# Marathyssa ochreiplaga
Marathyssa ochreiplaga är en fjärilsart som beskrevs av George Thomas Bethune-Baker 1906. Marathyssa ochreiplaga ingår i släktet Marathyssa och familjen nattflyn. Inga underarter finns listade i Catalogue of Life.